# Guy-Marc Hinant
Guy-Marc Hinant (Charleroi, 1960) is een Belgisch dichter, schrijver, uitgever, muziekproducent en cineast. Samen met Frédéric Walheer richtte Hinant eind jaren 80 het Belgische platenlabel Sub Rosa op, dat zich specialiseert in avant-garde, noise en elektronica. De naam van het platenlabel is ontleend aan de eerste zin van Gilles Deleuze's boek Mille plateaux. Hinant woont en werkt in Brussel.  
Van 2002 tot 2014 verzorgde Hinant het musicologische project Anthology of Noise and Electronic Music. Hinant schreef poëzie en teksten bij het werk van zijn geliefde, kunstenares Dominique Goblet.